# Симаев, Ахмет Садретдинович
Ахме́т Садретди́нович Сима́ев (тат. Əхмəт Симай) (28 декабря 1915 — 25 августа 1944) — журналист, татарский поэт, участник татарского подполья Волжско-татарского легиона «Идель-Урал».

## Мирное время
Ахмет Симаев родился в татарской семье в деревне Усть-Рахмановка Краснослободского уезда Пензенской губернии (ныне — Краснослободский район Республики Мордовия). Окончив 7 лет Старосиндровской средней школы, Ахмет Симаев в 1928 году переехал в Москву. Там он окончил строительный техникум, затем работал на строительстве первой очереди Московского метрополитена, в полиграфическом комбинате «Правда», потом в лаборатории по испытанию прочности бетона.
Ахмет Симаев в Москве участвовал в литературном кружке при Татарском общественном культурном центре (Замоскворечье), где познакомился с татарским поэтом Мусой Джалилем, который тогда в Москве редактировал ряд центральных изданий на татарском языке. В них и были опубликованы первые стихи Ахмета Симаева.
В период с 1936 по 1940 год Ахмет Симаев работал литсотрудником, ответственным секретарём воскресенской районной газеты «Коммунист» (ныне «Наше слово»). В Воскресенске в 1939 году Ахмет Симаев женился на машинистке редакции газеты Валентине Григорьевне Листопад. От этого брака родилась дочь Людмила, которую он никогда не увидел. Осенью 1940 г. был призван в Красную Армию, где стал радистом-десантником.

## Деятельность во время войны
Во время Великой Отечественной войны Ахмет Симаев воевал радистом при штабе в 82-й стрелковой дивизии на Можайском направлении. В январе 1942 г. на базе 82-й стрелковой дивизии был сформирован 250-й воздушно-десантный полк, в котором Симаев стал начальником рации при штабе полка. 21-23.01.1942 г. 250-й воздушно-десантный полк был высажен посадочным способом на оккупированной территории южнее Вязьмы с целью дезорганизации немецкого тыла и способствования наступлению на Вязьму частей 33-й Армии генерала Ефремова и 1 гвардейского кавалерийского корпуса генерала Белова. За бои января 1942 г. ефрейтор Симаев был награжден медалью «За боевые заслуги». 04.02.1942 г. 250-й воздушно-десантный полк был подчинен 329-й стрелковой дивизии и в дальнейшем связал свою судьбу с ней. 04.03.1942 г. 329-я стрелковая дивизия была окружена в районе станции Волоста Пятница. Дивизионная радиостанция вышла из строя и командир дивизии полковник К. М. Андрусенко связывался со штабом Западного фронта, Беловым и Ефремовым посредством рации 250-го воздушно-десантного полка. В ночь с 06 на 07.03.1942 г. планировался прорыв на восток в расположение группы генерала Ефремова. Днем 06.03.1942 г. при отступлении 250-го воздушно-десантного полка из деревни Покров Симаев остался в лесу, а затем вернулся в Покров и добровольно сдался немецкой разведгруппе. На допросе в разведотделе 23-й пехотной дивизии указал следующее: численность, вооружение полка, время, участок прорыва дивизии в восточном направлении и предоставил радиограммы радиообмена штаб 329-й стрелковой дивизии — штабы Западного фронта, группы Белова, группы Ефремова. Прорыв дивизии был на восток в направлении группы Ефремова был неудачным. Из почти 2-х тысячной группировки 329-й стрелковой дивизии к 15.03.1942 г. в расположение группы Белова вышло около 650 чел. Остальные бойцы и командиры погибли или были взяты в плен.
Осенью 1942 г. немецкое командование начало создавать Волго-татарский легион из военнопленных солдат, уроженцев Поволжья, преимущественно татар и башкир. В этот легион попали также Ахмет Симаев и Муса Джалиль, которые стали одними из инициаторов создания антифашистского подполья в легионе. Часть подпольщиков попали в сам легион, другие — в созданный немцами из эмигрантов и националистов комитет «Идель-Урал» в Берлине, третьи — в созданную тогда же в Германии редакцию газеты «Идель-Урал». Сам Ахмет Симаев входил в состав подполья, действовавшего в одном из восточных отделов легиона «Идель-Урал», в Берлине недалеко от Потсдамерплац. Симаев работал переводчиком в радиостудии «Винета» комитета «Идель-Урал». Подпольщики слушали радиопередачи из Москвы, записывали сводки сводки Совинформбюро, размножали их на ротаторе в виде листовок и переправляли в расположенный в 100 километрах южнее Варшавы Центральный Едлинский лагерь, где находился Муса Джалиль.
Подполье, разъезжая по лагерям военнопленных под видом музыкальной капеллы, вело антифашистскую агитацию, распространяло листовки и делало всё, чтобы взорвать легион изнутри.
Деятельность подполья имела успех. Первый батальон легиона, посланный на восточный фронт, 23 февраля 1943 года близ Витебска перебил немецких офицеров и почти в полном составе, с оружием и боеприпасами (6 противотанковых орудий, 100 пулеметов и автоматов и другое вооружение), перешёл к белорусским партизанам. Около половины третьего (827-го) батальона присоединилось к партизанам Украины. Другие легионеры перешли в польское, голландское и французское Движение Сопротивления.
Подполье просуществовало до 12 августа 1943 года. Провокатор, проникший в татарское подполье, раскрыл его действия. В результате предательства руководство подполья было арестовано. В его состав кроме Мусы Джалиля и Ахмета Симаева входили Абдулла Алишев, Фуат Булатов, Гариф Шабаев. Подполье было застигнуто врасплох в редакции «Идель-Урал» при прослушивании сводки Совинформбюро.
Подпольная организация была разгромлена. Берлинская группа была перевезена в тюрьму гестапо на Курфюрстендамм, где арестованные содержались около месяца в подземных одиночных камерах. Потом подпольщиков объединили с основной группой татарского подполья в тюрьме Моабит. Всего было арестовано около сорока человек.
Суд над татарскими патриотами состоялся в Дрездене в феврале 1944 года. Муса Джалиль, Ахмет Симаев, Абдулла Алишев, Ахат Атнашев, Абдулла Батталов, Фуат Булатов, Галлянур Бухараев, Гайнан Курмашев, Фуат Сайфельмулюков, Зиннат Хасанов и Гариф Шабаев были приговорены к смертной казни. Ещё полгода они ждали казни сначала в Тегельской тюрьме, а затем в крепости Шпандау. Они были казнены на гильотине 25 августа 1944 года в тюрьме Плётцензее в Берлине.
На стене тюрьмы в Дрездене осталась надпись Ахмета Симаева:
Здесь сидел Ахмет Симаев, журналист, москвич. Нас из России одиннадцать человек. Все мы осуждены вторым германским имперским судом на смертную казнь. Кто обнаружит эту надпись и вернется живым на Родину, прошу сообщить родными близким о нашей судьбе
На хлопчатобумажном ставне, которым маскировали окно камеры, обнаружили ещё одну надпись Ахмета Симаева:
Здесь сидел Симаев, журналист, москвич, 13 февраля 1944 года приговорён германским имперским судом к смерти. Нас всего одиннадцать человек русских, все приговорены к смертной казни за политику. Кто прочтёт эти строки и живым вернётся на Россию, прошу передать моей жене Валентине Листопад, город Воскресенск, Московская область, или моим братьям и близким родственникам в Москве — Симаевым. К сему Симаев, 17 февраля 1944 года
.

## Память
Указом Президента СССР от 5 мая 1990 года за активную патриотическую деятельность в подпольной антифашистской группе и проявленные при этом стойкость и мужество Ахмет Садретдинович Симаев и другие соратники Мусы Джалиля были посмертно награждены орденом Отечественной войны I степени.
В Казани, на площади 1 Мая у Спасской башни казанского Кремля, установлены памятник Мусе Джалилю и стела с барельефами десяти соратников группы Курмашева, среди которых есть и Ахмет Симаев.
Каждый год 25 августа здесь проводят митинги, посвящённые гибели поэта и его товарищей по подпольной организации.
В Воскресенске 8 мая 1985 года была установлена мемориальная доска в память Ахмета Симаева.